# Panelus watanabei
Panelus watanabei är en skalbaggsart som beskrevs av Masumoto och Yin 1993. Panelus watanabei ingår i släktet Panelus och familjen bladhorningar. Inga underarter finns listade i Catalogue of Life.